# Chmieleń
Chmieleń is een plaats in het Poolse district  Lwówecki, woiwodschap Neder-Silezië. De plaats maakt deel uit van de gemeente Lubomierz en telt 560 inwoners.